# Začin života
"Začin života" je uspješna argentinska telekomedija koja je s emitiranjem krenula 2. siječnja 2006. Ovo je druga zajednička serije slavnog glumačkog para, Natalije Oreiro i Facunda Arane.

## Sinopsis
Esperanza "La Monita" Muñoz je boksačica. Njezin menadžer i dečko je Enrique "Quique" Ferreti. Oboje žive u istom naselju u La Boci s njegovom majkom Nieves. Nakon ozljede ruke, Monita je prisiljena na neko vrijeme ostaviti ring pa donosi jednu odluku: potražit će posao u bilo čemu dok je udaljena od boksa.
Gotovo na drugoj strani grada živi Martin Quesada, mlad i moćan poduzetnik dobrih korijena i bivši vozač Formule 1. Naslijedio je važnu korporaciju od svog oca i pretvorio ju u carstvo. Alfredo je njegova osoba od povjerenja, a Mercedes bezuvjetna tajnica. Ipak, ima rođaka Miguela koji mu zavidi i jedino što želi u životu je da dobije Martinovo bogatstvo, uključujući i njegovu djevojku Constanzu, hirovitu ženu kojoj je cilj biti s Martinom pod svaku cijenu.
Martin je već bio oženjen, ali njegova mlada i lijepa žena poginula je u avionskoj nesreći. Ni puno radno vrijeme ni njegova strast prema automobilizmu nisu popunili njegov život. Kako bi upotpunio svoj život i učinio ga ljepšim potpomaže utočištu za napuštenu djecu u kojem upoznaje troje djece, braću Josea, Lauru i Coki, koje odluči posvojiti. Pokrene sve postupke da to pretvori u stvarnost, ali nije lako zato što Miguel u toj djeci vidi neprijatelje s kojima bi trebao dijeliti bogatstvo, a za Constanzu su oni samo smetnja. 
Monita uz pomoć prijateljice Kimberly odlazi tražiti posao u Quesada Group. Sudbina učini da se Martin i Monita sretnu na ulazu. Ne upute si niti jednu riječ, ali njihovi pogledi sve govore. Nešto se odmah dogodi među njima pokazujući da počinje duga i teška borba kako bi ostvarili svoj jedini cilj: da budu zajedno.

## Zanimljivosti
- Telenovela se u Hrvatskoj emitirala od 13. srpnja. 2006. do 22. veljače. 2007. u 180 epizoda. RTL Televizija nije odemitirala preostalih 50-ak nastavaka.
- Od specijalnih gostovanja valja izdvojiti ona meksičke pjevačice Juliete Venegas, te pjevača Chayanne i Ricky Martin.
- Telecomedija se u Argentini emitirala u 2006. i 2007. godini, a najveća joj je gledanost bila preko 30 %, te je osvojila srca Argentinaca a i srca gledatelja u ostalim zemljama.
- Ova telecomedija označava i ponovni susret nezaboravnog para Natalia Oreiro-Facundo Arana nakon snimanja telenovele "Divlji anđeo" (Muneca Brava) 1998. i 1999.-e godine.
- "Začin života" je osvojila i mnogo prestižnih argentinskih nagrada: nagrade Clarin (za najbolju telekomediju, za najbolje otkriće godine - Elias Vinoles, za najboljeg glumca u komediji - Carlos Belloso), te prestižne nagrade "Martin Fierro" i to : za najbolju telekomediju, za najbolju glavnu žensku ulogu u komediji (Natalia Oreiro), za najbolju glavnu mušku ulogu u komediji (Facundo Arana) i za najbolju sporednu mušku ulogu u komediji (Carlos Belloso).
- U jednoj od epizoda serije, La Turca i Monita su odjevene u redovničke halje pjevale pjesmu "Tu Veneno". Ta pjesma je ujedno jedan od najvećih hitova Natalije Oreiro.
- U jednoj od epizoda serije, Monita i Martin su bili na misiji otkrivanja istine o Martinovom "sinu". Tada su ušli u samostan odjeveni kao fratri, te se Monita obratila Martinu riječima : "Padre Juan!". Facundo Arana je u telenoveli "Ljubav jednog Oca" (Padre Coraje) glumio upravo lažnog svećenika po imenu Juan.
- U jednoj od epizoda, lik Deby kaže kako "njena i Rolandova djeca nikad neće svirati saksofon u podzemnoj željeznici kao Facundo Arana", što je istina, jer je Facundo Arana otkriven upravo u podzemnoj dok je svirao saksofon.
- U jednoj od epizoda serije, Deby, Kimberly i Mercedes su opljačkane, te su rekle kako će nazvati 099 Central. "099 Central" je također još jedna serija Facunda Arane.
- U sredini serije, lik Deby je krenula s pisanjem vlastite telenovele "Montichelo", aludirajući na telenovelu "Montecristo", koja je naposljetku bila odbijena od strane producenata. U to vrijeme, jedan od glavnih konkurenata "Začinu života" na argentinskim ekranima je bila upravo telenovela "Montecristo".
- Deby je svim likovima davala nadimke u seriji, što je postalo jako zarazno kod publike koja je pratila seriju, te su likove većinom zvali upravo onako kako ih zove i Deby : Monu, Martu, Contu, Merchu, Alfru, Kimbu, Rolu i Turcu.
- U jednoj od epizoda serije, Natalia je odigrala i lik ruske princeze, koja je nosila krunu i kraljevski kaput. Tu krunu i kaput je zapravo dobila Natalia Oreiro prilikom posjete Rusiji. Krunu joj je poklonio argentinski veleposlanik u Rusiji, a kaput su joj kupili ruski fanovi.

## Uloge
- Natalia Oreiro kao Esperanza "La Monita" Muñoz
- Facundo Arana kao Martin Quesada
- Carlos Belloso kao Enrique "Quique" Ferretti
- Carla Peterson kao Constanza Insua
- Griselda Siciliani kao Deborah "Debi" Quesada
- Elias Vinoles kao Jose Fernandez Quesada
- Pablo Cedron kao Felix "Falucho" Perez Garmendia
- Ornella Fazio kao Coki Fernandez Quesada
- Thelma Fardin kao Laura Fernandez Quesada
- Monica Ayos kao Nilda "La Turca" Yadhur
- Claudia Fontan kao Mercedes
- Alejandro Awada kao Alfredo Uribe
- Fabiana Garcia Lago kao Kimberly
- Marcelo Mazzarello kao Miguel Quesada
- Dalma Milevos kao Nieves Ferretti
- Adela Gleijer kao Rosa
- Nicolas D'Agostino kao Tony
- Mike Amigorena kao Rolando Martinez
- Rodrigo Rodriguez kao Eduardo
- Ana Acosta kao Beatriz Uribe
- Jorge Martinez kao Chucho
- Michel Noher kao Jeronimo
- Gino Renni kao Hector Hugo
- Favio Posca kao Lalo
- Diego Peretti kao Aldo
- Reina Reech kao Jacqueline Insua
- Patricia Palmer kao Isabel Munoz
- Patricia Echegoyen kao Eva Hidalgo
- Pablo Alarcon kao Manuel/Pedro
- Gustavo Bermudez kao El Lobo
- Patricia Castell kao Carmen Duval
- Gonzalo Urtizberea kao Gustavo Christian Bermudez
- Pocho La Pantera kao Don Cesar
- Ines Palombo kao Victoria "Vicky" Insua
- Manuela Pal kao Fabiana
- Flavia Palmiero kao Jorgelina
- Brenda Gandini kao Maria Chucena
- Jorge Sassi kao Dufre
- Nicolas Pauls kao Eric
- Edgardo Moreira kao Carlos
- Tomas de las Heras kao Pablo
- Emilio Bardi kao Ruben Fernandez
- Leticia Bredice kao Caty
- Patricio Arellano kao Pupy
- Eugenia Tobal kao Barbara
- Marcelo Savignone kao El Tano
- Gipsy Bonafina kao Teresa
- Edgardo Moreira kao Cacho
- Hernan Perez kao Iriarte

## Vanjske poveznice
- Začin života, hrvatski fan forum  Arhivirana inačica izvorne stranice od 22. ožujka 2021. (Wayback Machine)
- Natalia Oreiro, službeni site
- Začin života, hrvatski web site